# Saarijärvi
Saarijärvi [ˈsɑːrijærvi] ist eine Stadt mit 8975 Einwohnern (Stand 31. Dezember 2022) in Mittelfinnland. Saarijärvi ist eine recht weitläufige und ländlich geprägte Stadt, neben der Landwirtschaft sind mittelständische Betriebe der metallverarbeitenden und der Elektronikindustrie von wirtschaftlicher Bedeutung.

## Geografie
Saarijärvi liegt inmitten der Seenplatte der Landschaft Mittelfinnlands 65 Kilometer nördlich von Jyväskylä. Nachbarstädte und -gemeinden sind Äänekoski im Osten, Uurainen im Süden, Multia im Südwesten, Soini und Karstula im Nordwesten sowie Kannonkoski im Norden.
Das Zentrum von Saarijärvi liegt auf einer Landenge zwischen zwei Seen: dem namensgebenden Saarijärvi und dem Pieni-Lumperoinen. Die Gemarkung von Saarijärvi ist mit 1422,86 Quadratkilometern recht ausgedehnt; Seen und Flüsse machen rund 12 Prozent der Gemeindefläche aus.
Im Nordosten der Gemeinde befindet sich der 12 Quadratkilometer große Nationalpark Pyhä-Häkki mit einigen der letzten Urwäldern Mittelfinnlands und ausgedehnten Moorlandschaften.

## Geschichte
Die ersten Menschen erreichten das Gebiet von Saarijärvi nach Ende der letzten Eiszeit vor rund 8000 Jahren. Im Mittelalter nutzten die Hämeer das Gebiet als Jagdgrund. Eine sesshafte Besiedlung entstand jedoch erst Mitte des 16. Jahrhunderts im Zuge der Binnenkolonialisierung unter König Gustav Wasa. Die ersten Siedler waren teils Hämeer, vor allem aber Bauern aus Savo. Im Jahr 1560 zählte Saarijärvi erst 13 Häuser, vier Jahre darauf bereits 34. Zunächst zählten die Bauernsiedlungen zur Großgemeinde Sysmä, sb 1561 dann zu der in diesem Jahr aus Sysmä herausgelösten Großgemeinde Rautalampi. 1628 wurde Saarijärvi eine Kapellengemeinde des Sockens Rautalampi, 1639 wurde es dann, erweitert um einige Gebiete der Gemeinden Laukaa und Ruovesi, unter dem Namen Palvasalmi zur eigenständigen Kirchengemeinde erhoben. Der Name Saarijärvi (zu deutsch „Inselsee“) kam erst um 1690 in Gebrauch.
Im Großen Nordischen Krieg wurden die Dörfer der Gemeinde schwer verwüstet. 1714 brannten russische Truppen die Kirche und Pfarrei des Ortes ab, im Dorf Lännevesi überstanden nur drei Häuser den Krieg. Die Landwirtschaft stellte über Jahrhunderte den Haupterwerb der Bewohner dar, zunächst der Gersten-, ab dem 18. Jahrhundert vor allem der Roggenanbau. Immer mehr Felder wurden mittels Brandrodung geschaffen. Daneben gewann die Teerbrennerei an Bedeutung, im 19. Jahrhundert dann die Forst- und Molkereiwirtschaft.
Als politische Gemeinde besteht Saarijärvi seit 1866. In der Folge wurden aus der Großgemeinde Saarijärvi die Orte Karstula (1867), Uurainen (1868) und Pylkönmäki (1914) als eigenständige Gemeinden herausgelöst; weitere Gebiete verlor Saarijärvi an die Stadt Äänekoski. Seit 1986 besitzt Saarijärvi die Stadtrechte. Zum Jahresbeginn 2009 wurde die Gemeinde Pylkönmäki wieder in Saarijärvi eingemeindet.
Um 1870 betrug die Einwohnerzahl von Saarijärvi noch 14.404 Menschen. Wie viele ländliche Regionen Finnlands verzeichnet Saarijärvi seit Jahrzehnten einen erheblichen Bevölkerungsrückgang. Allein in den letzten zehn Jahren sank die Bevölkerungszahl um mehr als 700 Köpfe, also mehr als 7 Prozent.

## Politik
Wie in den meisten ländlichen Gegenden Finnlands ist in Saarijärvi die Zentrumspartei die stärkste Partei. Bei den Kommunalwahlen 2008 und den Parlamentswahlen 2007 erhielt sie jeweils etwa die Hälfte der Stimmen. Im Stadtrat, der höchsten Entscheidungsinstanz bei lokalen Angelegenheiten, stellt sie 17 von 35 Abgeordneten. Zweitgrößte Fraktion sind die Sozialdemokraten mit neun Sitzen, gefolgt von der konservativen Nationalen Sammlungspartei, die vier Sitze innehat. Der Grüne Bund errang zwei Mandate, das  Linksbündnis, die Christdemokraten und die rechtspopulistischen Basisfinnen je eines.
| Partei                    | Wahlergebnis 2008 | Sitze |
| ------------------------- | ----------------- | ----- |
| Zentrumspartei            | 46,1 %            | 17    |
| Sozialdemokraten          | 24,2 %            | 9     |
| Nationale Sammlungspartei | 12,3 %            | 4     |
| Grüner Bund               | 5,9 %             | 2     |
| Linksbündnis              | 5,0 %             | 1     |
| Basisfinnen               | 3,4 %             | 1     |
| Christdemokraten          | 3,1 %             | 1     |

Saarijärvi unterhält Städtepartnerschaften zur norwegischen Kommune Gran, zu den dänischen Orten Hadsten und Hinnerup, zur schwedischen Stadt Kungsbacka und zum deutschen Amt Trittau.

## Kultur und Sehenswürdigkeiten

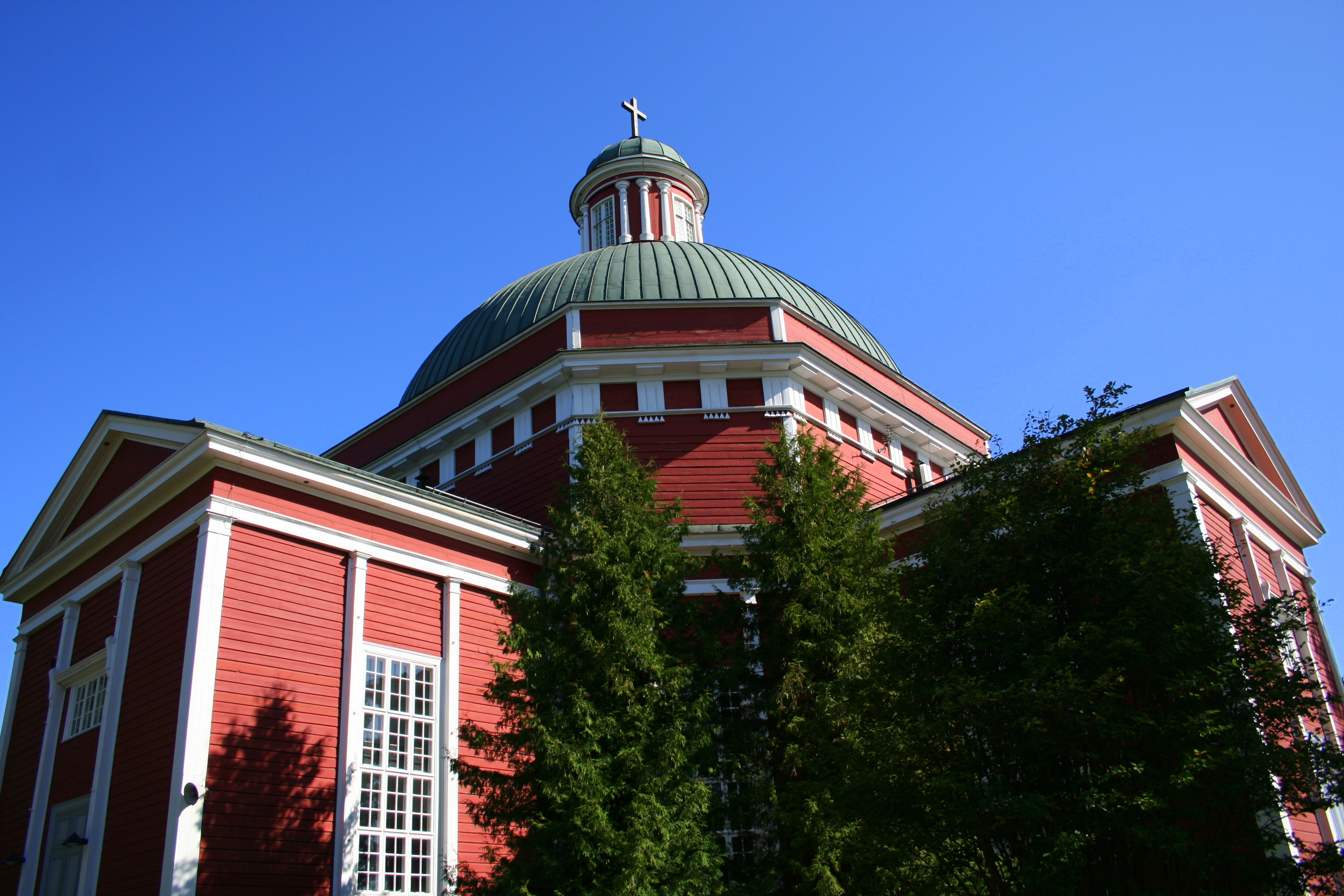
Kirche von Saarijärvi

Die evangelisch-lutherische Pfarrkirche von Saarijärvi 1846–49 unter der Leitung von Jaakko Heikinpoika Kuorikoski nach einer Zeichnung von Carl Ludwig Engel in Holzbauweise errichtet. Sie ist nach den 1628 und 1694 errichteten und dann aus Platzgründen abgerissenen Gotteshäusern bereits der dritte Kirchenbau an dieser Stelle. Dem Grundriss nach ist sie eine Kreuzkirche, ihre Gestalt wird aber durch die von einer Laterne gekrönte Kuppel dominiert, die die  Vierung überspannt. Mit einem Durchmesser von 18 Metern ist sie die wohl größte Holzkuppel Finnlands. Die Ausstattung ist für finnisch-protestantische Verhältnisse recht opulent und ebenfalls vom Klassizismus des 19. Jahrhunderts geprägt. Die beiden Altarbilder von Johan N. Backmann stammen noch vom Vorgängerbau, sie werden auf das Jahr 1756 datiert. Der freistehende Glockenturm wurde 1865 ebenfalls von Kuorikoski erbaut; Engel hatte in seiner Zeichnung jedoch keinen Turm vorgesehen.
In den Dörfern von Saarijärvi sind noch Ensembles von Bauernhäusern aus dem 18. und 19. Jahrhundert erhalten, die heute als Kulturlandschaft in das finnische Denkmalschutzregister eingetragen sind. Im Dorf Kolkanlahti findet sich ein 1780 gegründetes Altenheim. Das gegen 1800 erbaute Hauptgebäude beherbergt ein Zimmer, in dem in den 1820er Jahren Johan Ludvig Runeberg lebte, als er in Saarijärvi als Lehrer tätig war. Eines der bekanntesten Gedichte Runebergs ist das in der Sammlung Dikter (1830) erschienene Bonden Paavo („Der Bauer Paavo“). Darin beschreibt Runeberg einen Bauern aus Saarijärvi, der in Hungerzeiten allen Widrigkeiten trotzt, und schuf damit das nationalromantische Idealbild des arbeitsamen, frommen und nächstenliebenden finnischen Bauern. An den „Paavo aus Saarijärvi“, der die finnische Nationaltugend Sisu verkörpert, erinnert ein Standbild vor der Kirche von Saarijärvi.
Nordöstlich des Zentrums an der Straße nach Kokkola befindet sich seit 1988 der Erlebnispark Puuhapuisto Veijari, der im Sommer besonders von Familien besucht wird unter anderem mit einem Streichelzoo, Aquarien, Hüpfburgen, Tretbooten, einer Minigolfanlage und einem Forellenteich für Freizeitangler aufwartet. An den Park ist ein kleiner Campingplatz angeschlossen.
Von touristischem Interesse ist ein Freilichtmuseum auf der Insel Summassaari, das das Leben in einem steinzeitlichen Dorf veranschaulicht.

## Persönlichkeiten
- Otto Stenroth (1861–1939), Politiker
- Toivo Hyytiäinen (1925–1978), Speerwerfer
- Markku Slawyk (* 1962), deutscher Feldhockeyspieler